# Jo sóc el pa de la vida (Joaquim Sorolla Bastida)
Jo sóc el pa de la vida o Jesús en el llac Tiberíades és un obra del pintor valencià Joaquim Sorolla realitzada l'any 1897, a finals de la seua etapa de consolidació (1889-1899) i que ens mostra amb teatralitat i misticisme un dels passatges més característics del Nou Testament.

## Localització
L'obra va ser encarregada per Rafael Erráruiz en 1896 per a decorar la seua casa palau a Valparaíso, Xile. L’artista i el mecenes coincideixen a Madrid, on intercanviaran les pautes per la realització de diverses obres, entre les quals trobem aquesta. Després la visita de Rafael a Xile, ell i Sorolla s'entrecreuaren algunes cartes on es tractava sobre l’evolució de l'obra i alguns consells, a més de fotografies per part del mecenes per a inspirar a Sorolla.
En l’actualitat es troba al Museu de Belles Arts de València, que, amb el suport del expresident de la Generalitat Ximo Puig, el museu va ampliar al 2022 la seua col·lecció amb la compra total de 72 obres de la «Col·lecció Lladró», on hi havien treballs de grans artistes com Francisco de Zurbarán, Claudio Coello o Joaquim Sorolla. Les obres abarquen un marc cronològic extens entre els segles XIV i XX.

## Anàlisi estilístic
Sorolla realitza aquest obra durant la seua etapa de consolidació (1889-1899). En aquest període, el pintor valencià empra un estil on mescla dinamisme i precisió junt amb el seus ja característics jocs de llum i ombra. Els quadres presentaven temàtiques diverses, però amb un clar predomini d’escenes costumistes: «Y dicen que esta caro el pescado», «La comida en la barca» o «Cosiendo la vela»; i també de retrats: «Retrato a Benito Pérez Galdós», «Madre» o «Joaquín Sorolla García vestido de blanco». En «Jo sóc el pa de la vida» es pot apreciar aquesta combinació de tècniques per realitzar una composició amb una temàtica religiosa, tema no molt comú durant aquesta etapa del pintor.

## Anàlisi formal
L’obra és un oli sobre llenç de 417 x 528,2 cm.
Les figures principals estan inspirades en els pescadors de la platja de la Malva-rosa: un grup format per homes, dones i infants a l’esquerra i un conjunt de quatre barons, tres a la dreta i un al centre de la composició, el qual podem identificar amb Jesús. Tots ells presenten rostres que manquen d’expressivitat, però amb una gestualitat pròpia que aporta dinamisme i moviment a l’escena. També podem diferenciar un grup de set persones a la part dreta de la composició, però que a causa de la profunditat donada per la interposició d’un primer pla (on es desenvolupa l’acció principal de la representació) no es poden identificar ni diferenciar en les seues accions. A continuació, podem distingir gran varietat de colors, destacant el roig de la túnica de Jesús, el blanc de la vela de l’embarcació o els verd i blaus del paisatge del fons.
Sorolla empra una pinzellada definida i precisa, encara que aquesta canvia progressivament cada vegada que es deixa enrere el centre de la composició. Pel que fa a la llum, aquesta és un element molt important en els seus quadres. En Jo sóc el pa de la vida podem apreciar un clar joc de llums i ombres, sent la llum que arriba per l’esquerra i il·lumina totes les figures d'aquesta part, mentre que l’ombra creada per la vela de la barca impedeix que la llum il·lumine als membres de l’embarcació, un d'ells Jesús, ubicat en el centre de la composició. El fet que no s'il·lumine a Jesús, sent la figura principal de l’escena, provoca una sensació de misticisme en l’espectador, però també de teatralitat i d’intriga gràcies a la vela de la barca, la qual actua com a teló que a poc a poc s'obri per mostrar l’acció dels personatges.
Pel que fa a la composició, aquesta és tancada, diagonal i asimètrica, amb profunditat de plànols i una línia d’horitzó baixa. Es poden percebre una gran quantitat de línies corbes, les quals podem observar a les vestimentes, la vela, la forma de l'embarcació i a l'anatomia de les persones. Aquest tipus de línies, juntament amb els moviments de cap i braços que realitzen les figures, proporcionen volum i ritme a l’escena. A més, podem veure la gran qualitat tècnica de l’artista en el tractament del volum a l'extrem inferior esquerre del quadre, on Sorolla pinta un xiquet a mode d'artifici visual i que accentua la teatralitat de l’obra.

## Anàlisi iconogràfica
Pel que fa al tema, es pot apreciar que aquest està inspirat en un passatge bíblic, concretament aquell en què Jesús predica a la multitud a la vora del llac Genesaret o mar de Galilea. L’episodi recorda una de les pesques miraculoses, concretament en el moment anterior en què es du a terme la primera (Lluc 5:1,3), la qual també se cita breument a l’Evangeli de Marc (1:16,20) i al de Mateu (4:18,22) En resum, aquest narra el moment en què Jesús va arribar al llac Genesaret i va preguntar Simó Pere si havia pescat a la nit. El pescador va dir-li que no i Jesús, una vegada escoltada la seua resposta, va dir-li a Simó Pere que posicionara la xarxa a la seua dreta on miraculosament varen aparèixer un nombre tan elevat de peixos que ni la xarxa podia aguantar el pes dels animals. Una vegada presenciat el miracle, Simó Pere, juntament amb Jaume i Joan varen identificar Jesús com el seu mestre i mesies, és a dir, com a Déu en la terra, i el varen seguir. Aquesta revelació de la identitat de Jesús es pot relacionar amb el gest dels braços alçats que es mostra a l'obra i també amb el nom d'aquesta: Jo sóc el pa de la vida ve a significar que Jesús és Déu en vida i aquest ho demostra davant la multitud.
No em de confondre la primera pesca miraculosa amb la segona, narrada únicament a l'evangeli de Joan (Joan 21: 1,14) on les accions són en gran part idèntiques a l'evangeli de Lluc però agregant nous personatges, concretament Tomas, apodat el Bessó; Natanael, el de Canà de Galilea; els Zebedeus i altres dos deixebles seus (Joan 21: 1,3). A més, aquest miracle es produeix una vegada ressuscitat Jesús (Joan 21: 9,14).
Comparant ambdós evangelis podríem deduir que la temàtica de Jo sóc el pa de la vida de Sorolla es tracta del passatge bíblic de la primera pesca miraculosa, concretament abans de realitzar el miracle, pel fet que els personatges que es nomenen a l'evangeli de Lluc (Lluc 5: 5,11) encaixen a nivell numèric i situacional amb els personatges que es troben damunt la barca a l'obra de Sorolla, no com ocorreria amb els personatges de l'evangeli de Joan, els quals són numèricament superiors als representats al quadre. És per aquest motiu que podem identificar les figures dels tres homes representats a la barca com als apòstols Simó Pere (l'home amb vestimenta groga); Joan, a la dreta de Simó i Jaume, a l'esquerra d'ambdós. A més, podríem confirmar que el moment en el qual es doma a terme l'escena de l'obra és just abans de provocar el miracle perquè no es veu cap peix a la composició, sent la presència d'aquests un element que es nomena textualment als evangelis i que és distintiu i essencial en moltes de les representacions anteriors a Sorolla que plasmen la primera pesca miraculosa, com es pot diferenciar a l'obra de Jacobo Bassano, 1546; de Antón Losenko, 1762 o de Rafael, 1515.